# Reunion Tower
A Reunion Tower ou Torre Reunion (em inglês:  Reunion Tower) é uma torre de observação de 171 m (561 pés) de altura e um dos monumentos mais reconhecíveis em Dallas, Texas, nos Estados Unidos. Está situada no número 300 do boulevard Reunion (Reunion Blvd.) no distrito Reunion do centro de Dallas, e é parte do complexo do Hotel Hyatt Regency, sendo o 15.º mais alto edifício de Dallas. Uma estrutura independente até à construção do Hyatt Regency Dallas em 1998, a torre foi desenhada pelo estúdio de arquitetura Welton Becket & Associados.

## Galeria

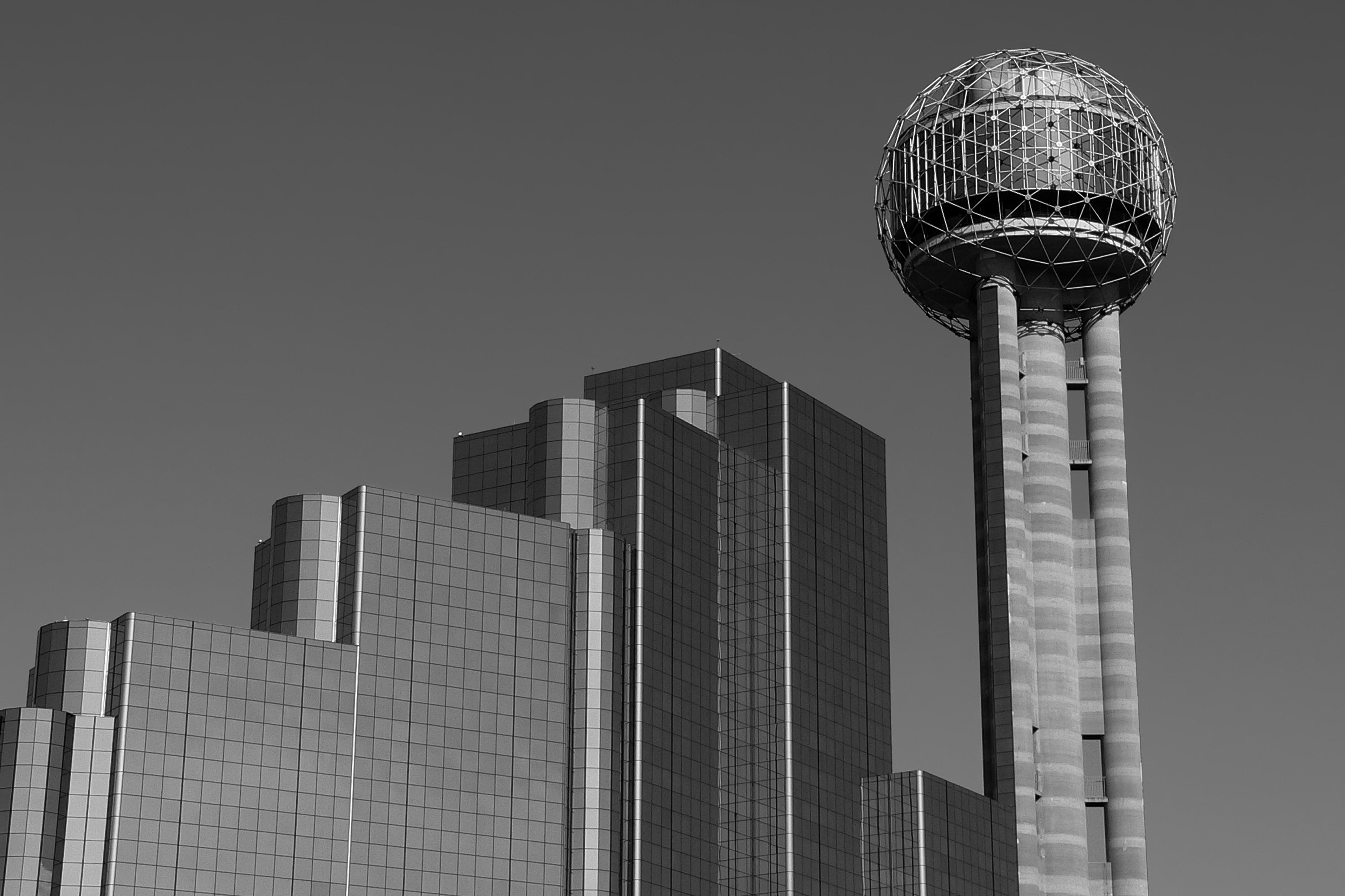
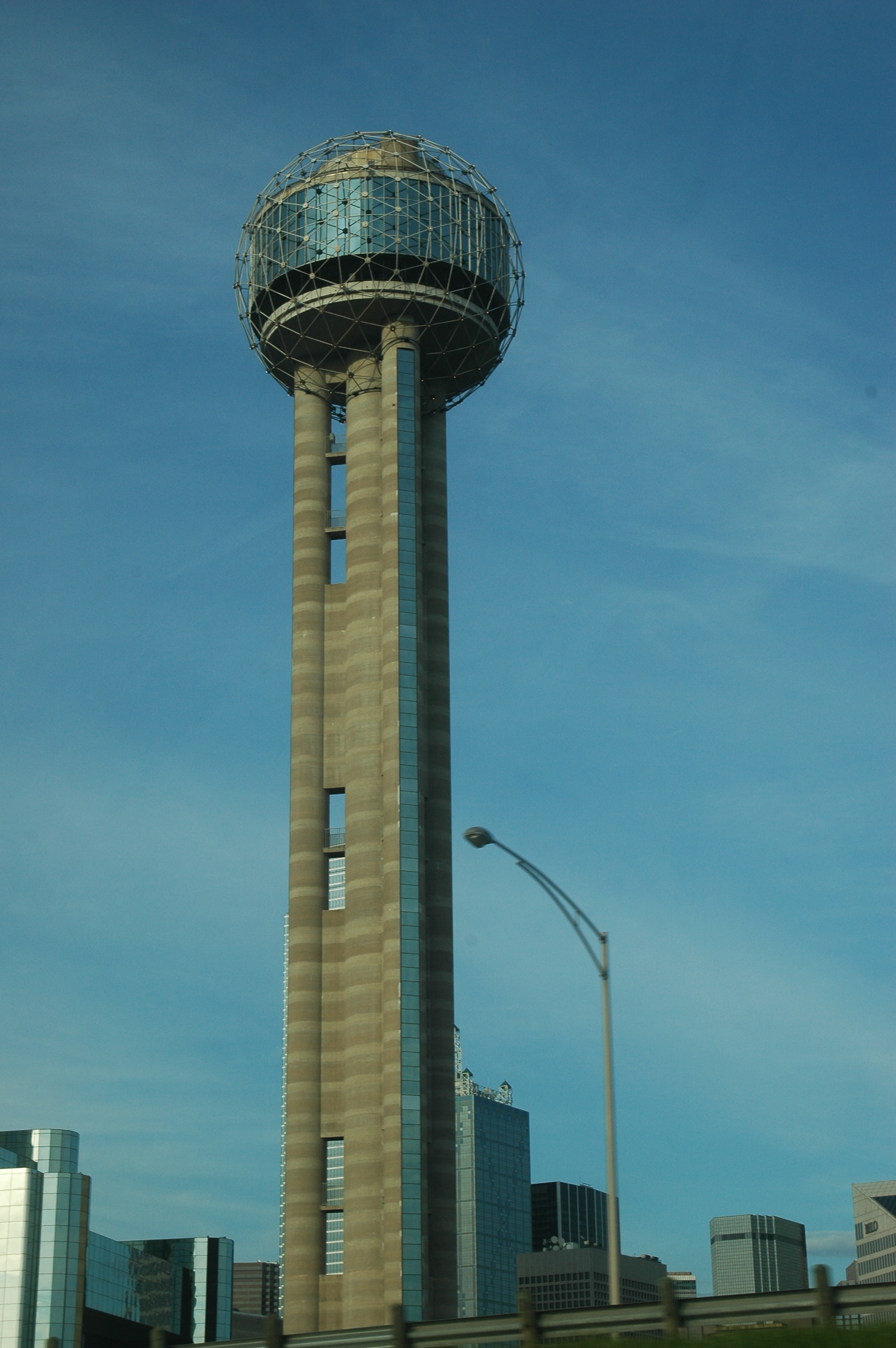
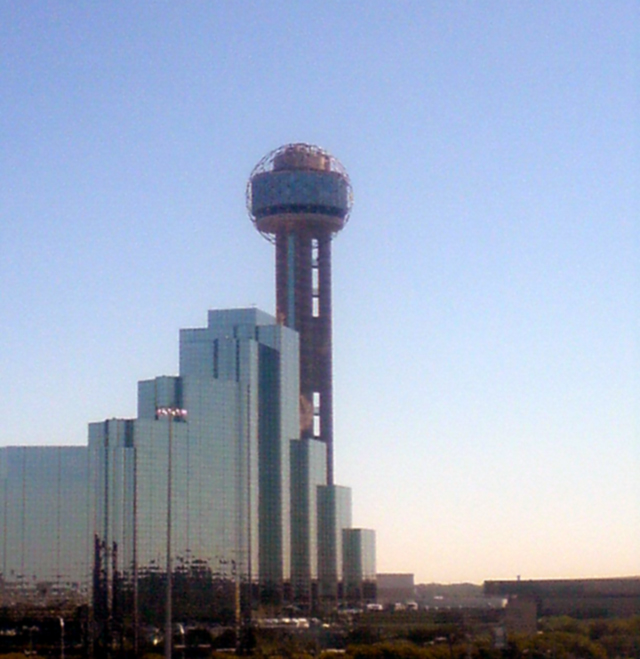
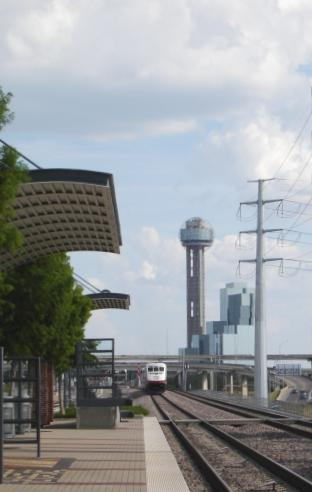
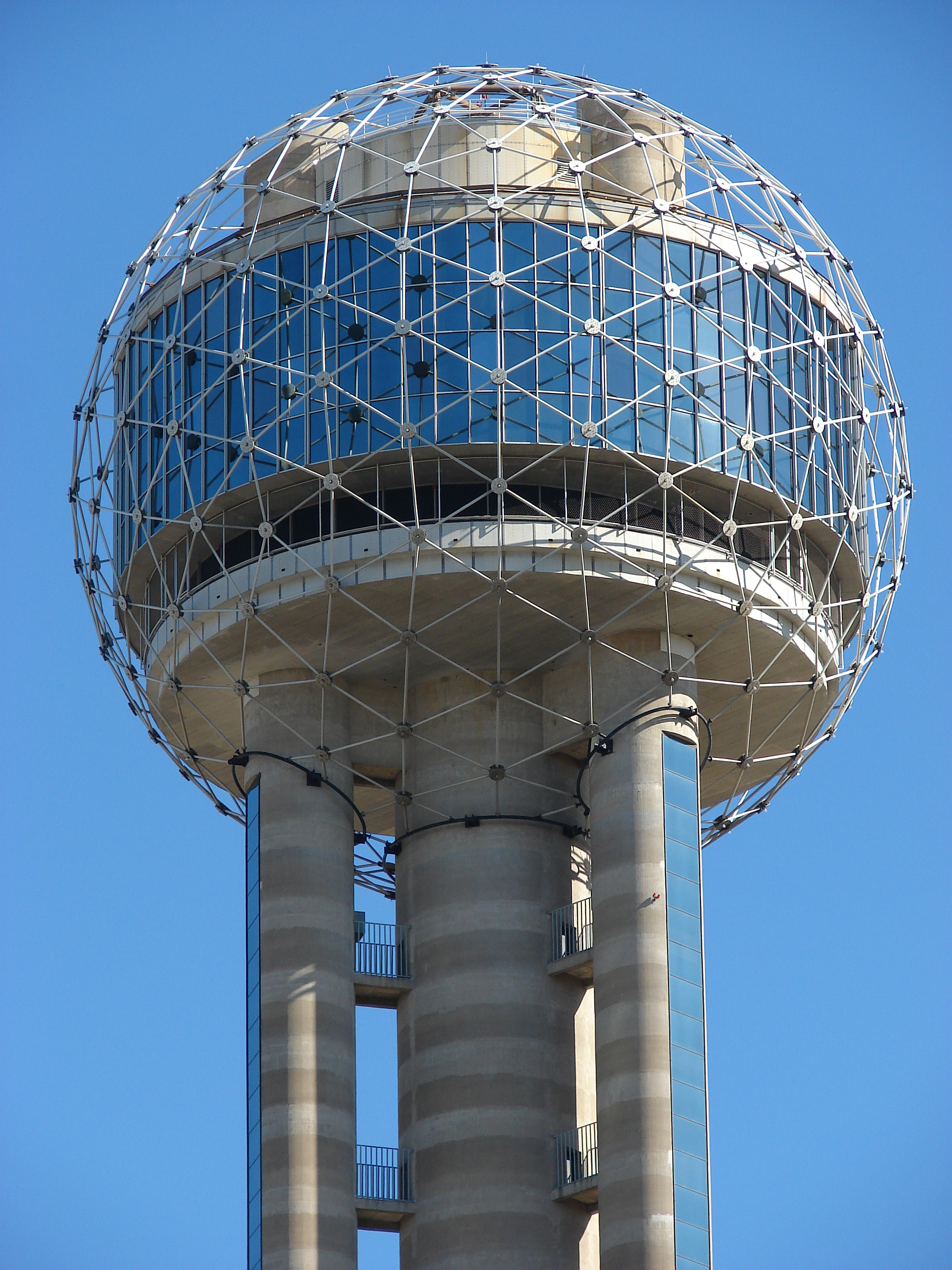